# ببتيد
الببتيد هو سلسلة أحماض أمينية. الرابطة الببتيدية هي رابطة كيميائية تنشأ بين الأحماض الأمينية لتكوين البروتينات المختلفة وهي من الروابط القوية في البناء البروتيني.
كما يستخدم تعبير «بوليببتيد» للبروتينات الكبيرة، ومعنى «بولي» في العربية «متعدد». أي أن بوليببتيد تعني «متعدد ببتيدات». فالببتيد هو بروتين صغير، والبوليببتيد هو جزيء بروتين كبير.
العديد من البروتينات تشكل الإنزيمات أَو وحدات بروتينية تدخل في تركيب الإنزيماتِ. كما يقوم البروتين بأدوار أخرى هيكلية أَو ميكانيكية في أجسام الكائنات؛ مثل تشكيل الدعامات والمفاصل ضمن الهيكل الخلوي. تلعب البروتينات مهام حيوية أخرى فهي عضو مهم في الاستجابة المناعية وفي تخزين ونقل الجزيئات الحيوية كما تشكل مصدرا للحموض الأمينية بالنسبة للكائنات التي لا تستطيع تشكيل هذه الحموض الأمينية بنفسها.
الأحماض الامينية هي «لبنات البناء» الرئيسية لبناء البروتين والببتيد في الجسم؛ والببتيد هو بروتين صغير وسميت الببتيدات بهذا الاسم من عام 1902 . يمكن ملاحظتها بسهولة بعد هضم البروتين. ثمانيه أساسية مهمة جدا (لا يمكن للجسم البشري أن يصنعها بنفسه) والباقي غير أساسية (يمكن صنعها داخل الجسم البشري، بشرط التغذية السليمة). بالرغم من قدرة الجسم على تصنيع الأحماض غير الأساسية، إلا أنه وفي بعض الأحيان يتوجب أخذ مكملات للأحماض غير الأساسية لضمان توفر الكميه المثلى في الجسم. البعض يضيف قسما ثالثا هو شبه-أساسية، حيث يقوم الجسم بتصنيع هذه الأحماض ولكن بكميات محدودة.

## تسمية الببتيدات
تسمى الببتيدات حسب نوع وترتيب الأحماض الأمينية، حيث تبدأ التسمية بالحمض الأميني الطرفي الذي يحتوي على مجموعة أمين طرفية حرة والتي تظهر بالجهة اليسرى للببتيد. ويضاف المقطع (يل،yl) بنهاية اسم كل حمض اميني ماعدا الحمض الأميني الاخير الذي يحتوي على مجموعة الكربوكسيل. - مثل لوسيل جلاسيل تايروزيل سيستايين Leu-Gly-Tyr-Cys

## الرابطة الببتيدية
يمكن ان ترتبط الأحماض الأمينية مع بعضها لتكون سلاسل طويلة من الأحماض الأمينية المتصلة وتسمى ببتيدات. والرابطة بينها تسمى الرابطة الببتدية وتتم بإقصاء جزيء ماء. وتوصف كالتالي:
- 3-10 حمض اميني = ببتيد قليل.
- 10-100 حمض اميني = عديد الببتيد.
- أكثر من 100 حمض اميني = بروتين.

## بنيته التركيبية

بنية رنينية لأحد الرابطات الأمينية لمادة ألانين، (هنا بين نهاية أمينية N-Term) وجليسين (نهاية كربونية C-Term). شكل الببتيد ينغير بطريقة رنانة.

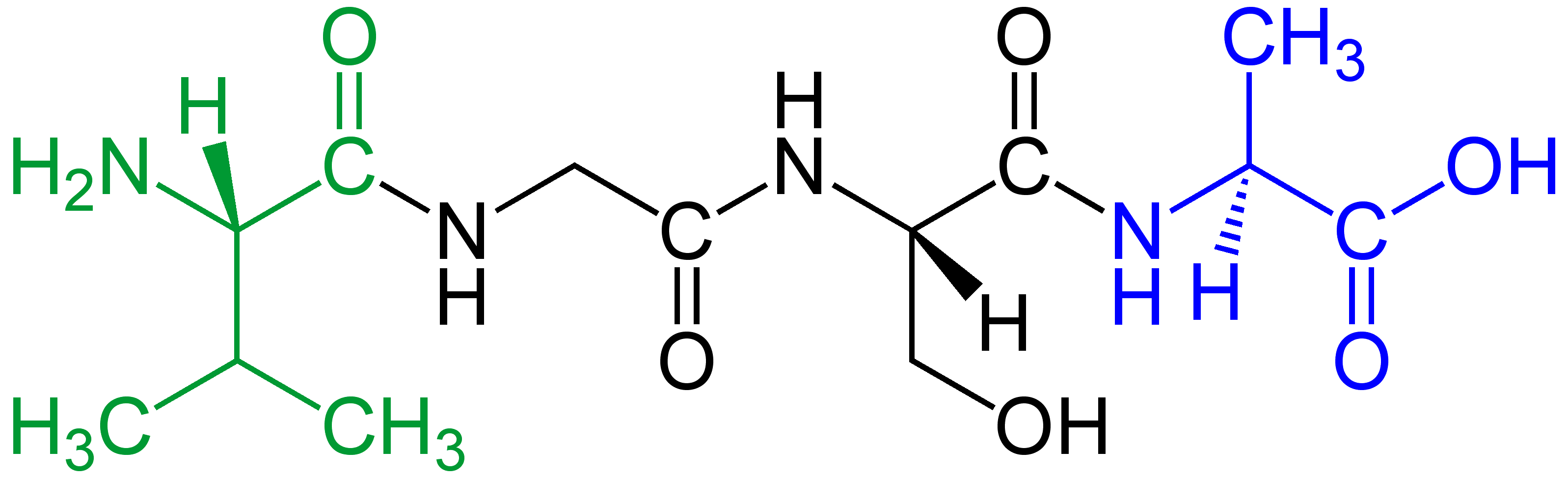
ببتيد رباعي (مكون من فالين-جليسين-سيرين-ألانين)؛ هنا معلم
بالأخضر الـ N-term للـحمض الأميني (L-فالين) و أزرق C-termin للـحمض الأميني (L-Alanin)

عند تكثف أحماض أمينية تتفاعل مجموعة كربوكسيل من حمض أميني مع انفصال ماء مع مجموعة أمين لحمض أميني آخر، وتتكون مجموعة -CO-NH- ؛ تلك الرابطة رابطة أميد بين ذرة كربون في مجموعة كربونيل مع ذرة النتروجين تسمى «رابطة ببتيد».
تسمى مجموعة الأمين الحرة الموجودة عند نهاية الببتيد «نهاية أمينية» N-Terminus ، وتسمى مجموعة الكربوكسيل الموجودة عند النهاية الأخرى للببتيد «نهاية كربونية» C-Terminus .
الرابطة الببتيدية ليست حرة بحيث تدور بسبب وجود بنيتين رنينيتين للببتيد، يتنقل بينهما وتغيير شكله. وهذا يلعب دورا هاما بالنسبة لتكوّن البروتينات.

## منشأ الرابطة
يتكون كل حمض أميني من ذرة كربون مركزية تسمي «ألفا كربون» يتصل بها:
- مجموعة هيدروكسيل COOH
- مجموعة امينو NH2
- ذرة هيدروجين H
- سلسلة الألكيل R وتختلف باختلاف كل حمض، مفرقة بين الأحماض المختلفة وتحدد خواصها.

وتنشأ الرابطة الببتيدية من اتحاد حمضين أمينيين بكل من NH2 للحمض الأول مع COOH للحمض الثاني ويتم نزع جزئ ماء نتيجة الاتحاد
مكوناً رابطة ببتيدية C(=O)NH. ويعتبر هذا التفاعل نازعا للماء dehydration reaction.
و بتكرار ذلك التفاعل بإضافة العديد من مختلف الأحماض الأمينية، تتكون سلسلة من الأحماض الأمينية تربطها الروابط الببتيدية... وهذا هو البناء الأولي والتركيب البدائي للبروتين
يتم كسر الرابطة عن طريق إضاعة الماء باعثة حرارة... اما في داخل الكائنات الحية فتحتاج هذة المسألة إلي عدة إنزيمات هاضمة توجد في الجهاز الهضمي.. كل إنزيم متخصص في كسر روابط معينة في السلسلة.
مثل أنزيم الببسين الذي يعمل على تحليل البروتين مائياً بكسر روابط ببتيدية معينة في سلسلة الكربون الطويلة وتحويلها إلى سلسلات قصيرة من بروتينات عديدات الببتيدات وهو يوجد في المعدة بصورته غير النشطة وهى الببسيوجين ويتم تنشيطه بواسطة حمض الهيدروكلوريك
-انزيم التربسين والذي تفرزه الغدة النكرياسية بصورة غير نشطة وهى التربسيوجين ومتى يصل إلى الاثنا عشر يتم تنشيطه بواسطة انزيم مساعد يسمى الانتوكينيز ويقوم انزيم التربسين بكسر عديدات الببتيدات
محموعة انزيمات الببتديز وهى عدة أنواع يختص كل نوع بكسر روابط ببتيدية بين أنواع معينة من الاحماض الامينية فتتكون الأحماض الأمينية المختلفة.

## اقرأ أيضا
- بنية رنينية
- حمض أميني
- بروتين الريبوسوم